# Кладенци (Благоевград)
Кладенци је насељено место у општини Петрич у области Благоевград, Бугарска. Према попису из 2021. године било је 25 становника.
Према бугарском географу и историчару, Василу Канчову, у Кладенцима је 1900. године живело 130 Турака. Село се раније звало Масли Чифлик.
На попису из 2011 у Кладенцима је било 38 становника.
| Национални састав према попису из 2011.‍ | Национални састав према попису из 2011.‍ | Национални састав према попису из 2011.‍ | Национални састав према попису из 2011.‍ | Национални састав према попису из 2011.‍ |
| --------------------------------------- | --------------------------------------- | --------------------------------------- | --------------------------------------- | --------------------------------------- |
|                                         |                                         |                                         |                                         |                                         |
| Бугари                                  | Бугари                                  |                                         | 36                                      | 94,7%                                   |